# 대구 동화사 괘불도
대구 동화사 괘불도는 대한민국 대구광역시 동구 동화사에 있는 일제강점기의 불화이다. 2014년 10월 29일 대한민국의 국가등록문화재 제628호로 지정되었다.

## 개요
17〜18세기에 성행했던 노사나괘불도의 전통을 계승한 것으로서 근대 화승들의 전통불화 도상 재현에 대한 일면을 엿볼 수 있어 가치가 크다.
머리에 관을 쓴 보관불형으로 전체 크기가 10미터에 가까운 대작이며 제작기법이 우수하고 서양화법을 도입하여 입체감을 나타냈고 이전 시기와는 다른 새로운 문양의 도안을 시문하는 등 시대성이 엿보인다.

## 참고 자료
- 대구 동화사 괘불도 - 국가유산청 국가유산포털